# Escut de l'Eliana
L'escut de l'Eliana és un símbol representatiu que utilitza l'ajuntament de l'Eliana, municipi del País Valencià, a la comarca del Camp de Túria. Té el següent blasonament:
| « | Damunt d'un pergamí, l'escut, que porta, en camp d'atzur, el temple de l'Eliana vist de cara i fidelment reproduït, al natural i terrassat amb el color de la terra natural [en realitat es representa sense terrassa i afermat a la vora inferior del quarter]. En peu duu en camp d'or els quatre pals de gules. | » |

## Història
Amb la segregació definitiva de la Pobla de Vallbona en 1958 s'inicia el procediment per a dotar-se d'un escut heràldic municipal. Es va encarregar l'estudi introductori i la composició heràldica a Felipe Llopis Planells, que va proposar el següent blasonament:
| « | Sobre un fons de pergamí, de rècia contextura clàssica, destaca l'escut que porta: en camp d'atzur, el temple de l'Eliana vist de cara i fidelment reproduït, al natural i amb el color de la terra natural. Entat en punta, duu en camp de gules dos rams de sinople, o siga, els rams de sinople en camp de gules que hem vist en l'escut de Casa Ramos de Galícia, el qual està representat al frontispici de l'església parroquial de l'Eliana. | » |

Proposta d'escut municipal feta per Felipe Llopis.

El Ple de l'Ajuntament va modificar esta proposta i va substituir els rams de la Casa Ramos pel senyal reial de la Corona d'Aragó, que és l'escut que actualment utilitza la Corporació.

### Escut oficial de 1962

Escut oficial de l'Eliana segons el blasonament que hi apareix al BOE.

L'escut oficial, mai utilitzat per l'Ajuntament, es va aprovar per Decret 704/1962 de 29 de març de 1962, publicat al BOE núm. 83 de 6 d'abril de 1962. La publicació al BOE va oblidar els quatre pals del peu de l'escut i el pergamí:
| «                                 | (castellà) De azur, la iglesia, de plata (con el peculiar trazado que desea el Concejo aludido, aunque ello sea con cierta licencia, pues en heráldica están establecidas unas característica distintas para cada uno de los edificios religiosos según su condición -catedral, iglesia, capilla, etc.-, pero comunes dentro de ellas, ya que alguna otra localidad española se blasona con armas parejas, cuya diferenciación de las actuales quedaría lograda en la forma que se apunta). Al timbre, corona abierta de ocho florones. | (català) D'atzur, l'església, d'argent (amb el peculiar traçat que desitja l'Ajuntament al·ludit, encara que això siga amb certa llicència, ja que en heràldica estan establertes unes característica diferents per a cada un dels edificis religiosos segons la seua condició -catedral, església, capella, etc.-, però comuns dins d'elles, ja que alguna altra localitat espanyola es blasona amb armes parelles, la diferenciació de les actuals quedaria aconseguida en la forma que s'apunta). Per timbre, corona oberta de vuit florons. | » |
| — Decret 704/1962, de 29 de març. | | |   |